# Josep Maria Calbet i Camarasa
Josep Maria Calbet i Camarasa (Vinaixa, Garrigues, 1935) és un metge i professor universitari català. Va exercir de metge forense.
Llicenciat en Medicina a Barcelona l'any 1960, i doctorat l'any 1967 amb una tesi sobre premsa mèdica a Catalunya, ha estat professor d'història de la medicina a la Universitat de Barcelona, s'ha ocupat, a més de la premsa mèdica, de les preocupacions socials dels metges catalans, dels corrents ideològics a la medicina catalana del segle xix i de l'obra de Pere Felip Monlau i Roca, de Gaspar Sentiñon Cerdaña i dels homeòpates. És autor, juntament amb Jacint Corbella i Corbella, del Diccionari biogràfic de metges catalans (1981-83).